# 完美天空JSAT集團
完美天空JSAT集團（日语：スカパーJSATグループ），是日本株式会社完美天空JSAT控股（株式会社スカパーJSATホールディングス）所領導的衛星通信集團。一般以完美天空JSAT（スカパーJSAT）單指其旗下經營SKY PerfecTV!、WAKUWAKU JAPAN等收費電視品牌的完美天空JSAT株式会社（スカパーJSAT株式会社）。

## 沿革
- 1985年2月18日，日本通信衛星企畫株式會社（日本通信衛星企画株式会社）成立。3月22日，以三菱商事為主的三菱集團各成員公司出資成立「宇宙通信株式會社」（宇宙通信株式会社）。4月，日本通信衛星企畫改名為日本通信衛星株式會社（日本通信衛星株式会社）。
- 1989年3月6日，日本通信衛星的第一顆衛星「JCSAT-1」升空，為日本首枚由私營機構持有的通信衛星。
- 1989年6月5日，宇宙通信的第一顆衛星「超鳥A」（SUPERBIRD A）升空。
- 1993年8月17日，日本通信衛星吸收合併1985年成立的「株式會社衛星日本」（株式会社サテライトジャパン），改名為株式會社日本衛星系統（株式会社日本サテライトシステムズ）。
- 1994年11月10日，株式會社DMC企畫（株式会社ディーエムシー企画）成立。
- 1995年7月，DMC企畫改名為株式會社DMC（株式会社ディーエムシー）。9月，DMC改名為日本數位放送服務株式會社（日本デジタル放送サービス株式会社，PerfecTV Corporation）。
- 1996年12月17日，「JSkyB株式會社」（ジェイ・スカイ・ビー株式会社）成立。
- 1997年12月，日本數位放送與JSkyB宣佈開始交涉合併。
- 1998年2月3日，日本數位放送與JSkyB宣佈同意對等合併。5月1日，日本數位放送與JSkyB合併，日本數位放送為存續公司，公司英文名稱改直譯「Japan Digital Broadcasting Services Inc.」[1]。
- 2000年6月28日，日本數位放送改名為株式會社SKY Perfect Communications（株式会社スカイパーフェクト・コミュニケーションズ）。8月4日，日本衛星系統改名為JSAT株式會社（ジェイサット株式会社），在東京證券交易所股票上市。9月19日，SKY Perfect Communications成立子公司「多頻道娛樂株式會社」（マルチチャンネルエンターテイメント株式会社）。11月9日，「株式會社One Ten企畫」（株式会社ワン・テン企画）成立，進行東經110度通信衛星數位播放系統平臺事業評估[2]。
- 2001年5月7日，One Ten企畫評估後經出資者合意改名為「株式會社Plat One」（株式会社プラット・ワン），從事衛星數位播放系統平臺業務[3]。
- 2003年6月2日，JAST設立株式会社Opticast，翌年2月25日開始有線電視服務。
- 2004年3月1日，Plat One併入SKY Perfect Communications。
- 2005年6月，SKY Perfect Communications成立「株式會社SKY Perfect Mobile」（株式会社スカパー・モバイル）。
- 2007年3月27日，SKY Perfect Communications與JSAT的股票在東京證券交易所下市。4月2日，兩家經營整合以股票轉移方式成立完美天空JSAT株式會社（スカパーJSAT株式会社）。9月25日，SKY Perfect Communications總部從東京都澀谷區澀谷「澀谷Cross Tower」（渋谷クロスタワー）搬至東京都港區赤坂一丁目14番14號。
- 2008年3月31日，完美天空JSAT取得三菱集團持有的宇宙通信97%股權，宇宙通信被納入完美天空JSAT集團。6月27日，完美天空JSAT改名為株式會社完美天空JSAT控股（株式会社スカパーJSATホールディングス）。8月15日，宇宙通信的第九顆（也是最後一顆）衛星「超鳥7號」（SUPERBIRD-7）升空。10月1日，SKY Perfect Communications、宇宙通信與JSAT合併，SKY Perfect Communications為存續公司且承繼「完美天空JSAT株式會社」商號。
- 2009年11月1日 - 多頻道娛樂株式會社更名「株式會社SKY Perfect Entertainment」。
- 2010年8月5日，SKY Perfect Mobile解散。
- 2011年8月6日，完美天空JSAT與廣播衛星系統公司合營的JCSAT-110R通訊及廣播衛星升空，為日本首枚由多間營運商合營的通訊衛星。
- 2014年4月1日，完美天空JSAT吸收合併Opticast。

## 主要子公司
- 完美天空JSAT株式会社（完美天空JSAT Corporation）
  - 株式会社衛星網路（Satellite Network , Inc.，SNET）
  - JSAT MOBILE Communications株式会社（JSAT MOBILE Communications Inc.）
  - JSAT International Inc.（JII）
  - WAKUWAKU JAPAN株式会社（WAKUWAKU JAPAN Corporation）
- 株式会社SKY Perfect Customer-relations（SKY Perfect Customer-relations Corporation，SPCC）
- 株式会社SKY Perfect Broadcasting（SKY Perfect Broadcasting Corporation，SPBC）
- 株式会社SKY Perfect Entertainment（SKY Perfect Entertainment Corporation，SPET）

## 外部連結
- 完美天空JSAT控股（页面存档备份，存于） （日語）
- 完美天空JSAT（页面存档备份，存于） （日語）
- Opticast （日語）
- Plat One[] （日語）
- SKY Perfect Communications[] （日語）
- JAST[] （日語）
- 宇宙通信[] （日語）